# Cyaniriodes
Cyaniriodes är ett släkte av fjärilar. Cyaniriodes ingår i familjen juvelvingar.
Kladogram enligt Catalogue of Life:
| Cyaniriodes | \| \| Cyaniriodes andersonii \| \| \| \| \| \| Cyaniriodes klossi \| \| \| \| \| \| Cyaniriodes libna \| \| \| \| \| \| Cyaniriodes miotsukushi \| \| \| \| \| \| Cyaniriodes siraspiorum \| \| \| \| |
|             | \| \| Cyaniriodes andersonii \| \| \| \| \| \| Cyaniriodes klossi \| \| \| \| \| \| Cyaniriodes libna \| \| \| \| \| \| Cyaniriodes miotsukushi \| \| \| \| \| \| Cyaniriodes siraspiorum \| \| \| \| |
|             | Cyaniriodes andersonii |
|             | |
|             | Cyaniriodes klossi |
|             | |
|             | Cyaniriodes libna |
|             | |
|             | Cyaniriodes miotsukushi |
|             | |
|             | Cyaniriodes siraspiorum |
|             | |

## Bildgalleri

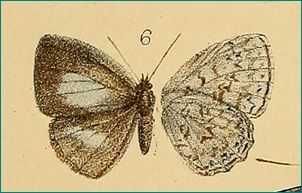
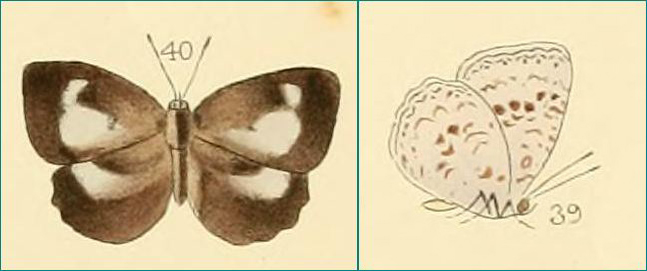